# باشگاه فوتبال اتلتیکو وگا رئال
اتلتیکو وگا رئال یک باشگاه فوتبال حرفه‌ای مستقر در لا وگا، جمهوری دومینیکن است که در سال ۲۰۱۴ تاسیس شد. این باشگاه در لیگ فوتبال دومینیکن بازی می‌کند.